# Chesterfield megye (Virginia)
Chesterfield megye az Amerikai Egyesült Államokban, azon belül Virginia államban található. Megyeszékhelye Chesterfield, legnagyobb városa Chester. Lakosainak száma 364 548 fő (2020. április 1.). Chesterfield megye Powhatan, Dinwiddie, Henrico, Charles City, Hopewell, Amelia, Goochland, Prince George, Richmond, Colonial Heights és Petersburg megyékkel határos.

## Népesség
A megye népességének változása:
| Lakosok száma | 317 103 | 320 346 | 323 862 | 327 745 | 335 687 | 364 548 |
|               | 2010    | 2011    | 2012    | 2013    | 2015    | 2020    |